# Yoshihide Suga
 Yoshihide Suga (Yuzawa, Akita, 6. prosinca 1948.), japanski političar i aktualni japanski premijer od 16. rujna 2020. te predsjednik  Liberalno-demokratske stranke. Suga je prvi novoimenovani premijer ere Reiwa.            